# Клішківці
Клі́шківці — село в Україні, центр Клішковецької територіальної громади Дністровського району Чернівецької області.

## Назва
Про походження назви існують різні перекази та легенди. Є припущення, що вона пішла від імені Клішко. Легенда твердить, що її утворено від Лисої гори, яка стоїть в центрі села і називається Плішива. Старожили ще й тепер вживають у розмові назву «Плішківці».

## Герб
У щиті, розтятому лазуровим та золотим, поверх всього срібний колос, що супроводжується з боків вінком із зеленого букового листя, в який вплетені праворуч горіхи натурального кольору та червоні помідори, а ліворуч - рожеві та червоні яблука, золота груша та лазурові сливи. Вінок скріплений унизу фрагментом зубчастого колеса змінних металу та фініфті.

## Географія
У селі бере початок річка Данівка, ліва притока Рингача. Розташоване на південних схилах Хотинської височини, за 24 км на південний захід від Хотина.

## Історія
Околиці багаті на археологічні пам'ятки. У Малинецькому яру виявлено поселення трипільської культури (III тисячоліття до н. е.) та рештки ранньослов'янських поселень черняхівської культури (II—VI століття н. е.); в центрі теперішнього села (колись — урочище Карвацьке) знайдено сліди давньоруського селища XII—XIII століть. За 4 км на схід розкопано залишки зниклого села Галича (XIII—XVII століття).
В історичних документах Клішківці вперше згадуються у грамоті молдавського господаря від 18 березня 1631 року.
З кінця XVIII до середини XIX століть село належало монастиреві Голія, а ще пізніше — перебувало у володінні Ватопедського монастиря. Згідно з положенням від 1749 року, селяни за користування землею працювали 24 дні у монастирському маєтку і, крім того, віддавали йому десяту частину свого врожаю.
Відробітки селян з 1766 року визначалися правилами молдавського господаря Григорія Гіки, за якими вони працювали на монастир 12 урочних днів, віддавали десяту частину врожаю і виконували різні повинності. Фактично ж селяни гнули спини до 40 днів та ще й сплачували численні податки до державної казни.
Крім того, турецькі феодали позбавляли їх політичних прав, переслідували рідну мову, звичаї, релігію. Але мешканці села, незважаючи на багатовікове гноблення, відзначали українські свята, у побуті дотримувалися своїх, «руських», звичаїв і традицій, розмовляли українською мовою.
В середині XVIII століття село стало ареною воєнних дій між Османською імперією, Російською імперією та Річю Посполитою. 1739 року російські війська генерал-фельдмаршала Мініха за 7 км від Клішківців, біля Ставчан, завдали поразки османській армії.
За даними на 1859 рік у власницькому селі Клішкіуці (Циганка, Новоселиця, Галичанка, Каланарія) Хотинського повіту Бессарабської губернії, мешкало 3056 осіб (1572 чоловічої статі та 1484 — жіночої), налічувалось 514 дворових господарств, існували православна церква та синагога.
Станом на 1886 рік у власницькому селі, центрі Клишківської волості, мешкала 3681 особа, налічувалось 579 дворових господарств, існували православна церква, школа, 3 лавки. За 5 верст — цукровий завод.
Часті війни, соціальний і національний гніт призвели до занепаду села. На 1771 рік воно мало лише 61 двір. В XIX столітті, коли Клішківці у складі Бессарабії за Бухарестським мирним договором відійшли до Російської імперії, то почали дещо зростати. Якщо в 1817 році тут налічувалося 80 дворів, то у 1861 — 6752. Клішківці стали одним з найбільших сіл між Дністром і Прутом. Тут працювали хлібопекарня, бойня, цех по переробці овочів, олійниця, млини (вітряки).
Було побудовано школу, амбулаторію, відкрито невеличку громадську бібліотеку. Трохи поліпшилося і матеріальне становище селян. Але основного лиха — безземелля і безправ'я селяни не позбулися. Про своє тяжке становище вони писали у скаргах. Лише у 1818 році тричі зверталися до Хотинського повітового суду з скаргою на свавілля управителя монастирського маєтку, який виділяв селянам непридатні і малопридатні землі. Шукаючи виходу, частина селян тікала в південні райони Бессарабії.
Не змінила долі селян і аграрна реформа 60-х років XIX століття. Згідно з положенням від 14 липня 1868 року, 675 дворам було наділено на кожний з них по 3,5 десятини. Решта землі та всі ліси лишалися за монастирем (1910 десятин), церквою (114 десятин). Однак високі викупні ціни за землю, відсутність тяглової сили й реманенту, непосильні податки призвели до того, що 150 дворів змушені були продати свої наділи куркулям, поповнити армію наймитів. Серед господарств 40 проц. не мали коней, а 220 (тобто кожний третій двір) — великої рогатої худоби.

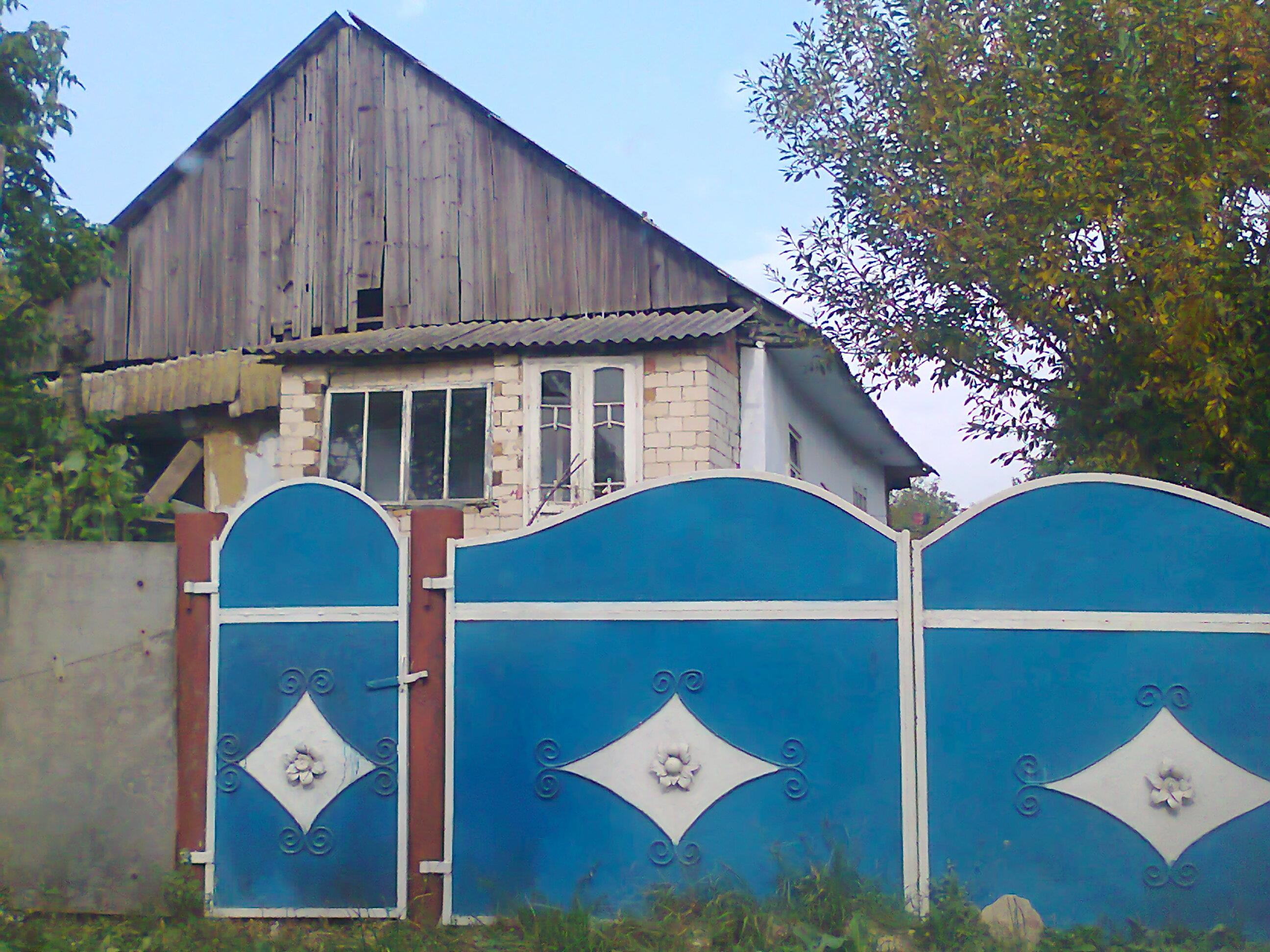
Будівля колишньої синагоги

Широкого розвитку досягли товарне садівництво і виноградарство, яким здебільшого займалися багатії. Так, у 1870 році 80 господарств мали 4 тис. кущів винограду. Врожай садів і виноградників продавався на корені, а біднота наймалася на роботу — збирати плоди та сушити фрукти. Поміщицькі й куркульські господарства мали підприємства по переробці сільськогосподарської сировини, зокрема зерна. В селі працювало 30 невеликих водяних млинів і 3 вітряки.
Одночасно економічне становище більшої частини населення села дедалі погіршувалося. 1000 селянських дворів мали лише 2400 десятин, а понад 200 родин були без землі. Щоб якось прожити, люди змушені були брати в оренду монастирську і поміщицьку землю, за яку в 1906 році доводилося платити по 22 крб. за десятину. За право орендувати землю точилися жорстокі бійки і сварки між селянами Клішківців і сусідніх сіл. Багато селян йшли на заробітки до Бессарабії, на Зарожанську цукроварню, виїжджали до Канади, Аргентини, Уругваю, Бразилії. В 1903 році Клішковецька волость видала паспорти на виїзд з села 20 проц. населення чоловічої статі. Але люди, яких доля загнала за океан, поверталися додому, як і були — злидарями. В рідному селі були ті ж самі злидні й горе, відбувалися судові процеси, людські трагедії, суперечки за землю. В 1908 році селянина Г. Ткача вбив син Георгій, боючись, що батько не наділить його землею[джерело?]. М. Сосевич позбавив життя І. Єленюка, Д. Карвацький судився з сусідом за межу протягом 15 років, а коли програв справу, то збожеволів[джерело?].
Першу однокласну земську школу відкрито тільки у 1876 році. У 1901 році почали працювати дві початкові школи. В 1905 році заснували церковнопарафіяльну початкову школу, при якій була бібліотека. В ній налічувалося 147 книг і журналів, але переважно релігійного змісту. Також існувало училище бондарів і ковалів на 20 осіб, організоване земством.
1883 року в селі відкрито волосну лікарню на 3 ліжка. У ній працював лікар, фельдшер і акушерка. 1889 року земство Хотинського повіту на вимогу лікаря Струминського побудувало нову лікарню, яка мала 6 ліжок.
Весною 1917 року клішківчани разом з селянами навколишніх сіл розігнали адміністрацію цукрового заводу і засіяли землю, що належала підприємству. Вони захоплювали і ділили між собою монастирську та поміщицьку землі.
У листопаді 1918 року до села прийшли війська Румунії. Зайнявши село, румунські солдати реквізували худобу, зерно та інші сільськогосподарські продукти. Грабункам і знущанням не було краю. Кожного дня у жандармерії зазнавали побоїв 15—20 чоловік.
Було створено повстанський комітет, який очолювали колишні солдати С. В. Палагнюк та С. С. Багачик. У глибокому підпіллі йшла діяльна підготовка до збройного повстання. Комітет організував загін у складі 400 чоловік. В той час у селі було багато демобілізованих солдатів і матросів. Вони утворили ядро повстанського загону, на чолі якого, крім керівників комітету, були К. Чабан, М. Чорнобров, В. Хрипа. Загін мав також 2 шестидюймові гаубиці і 50 снарядів, що їх залишили солдати російської армії.
Коли вночі проти 23 січня 1919 року штаб повстанців подав сигнал до виступу, то клішковецькі селяни захопили префектуру і жандармський пост, випустили арештованих, роззброїли і знищили 16 жандармів, організували оборону села. Найбільш активну участь в повстанні брали 3. Бобик, Ф. Пислар, Г. Чабаник, П. Чабан, А. Коваль, Д. Палагнюк, Г. Кравець, П. Бобик, В. Буревський, Григорій та Микита Кравці, Є. Вірста, М. Чорнобров з братом Касяном і батьком та інші. Лише деяким вдалося через Малинівський ліс і яри дістатися до Дністра.
Після придушення повстання румунські окупанти вчинили у Клішківцях криваву розправу: 50 учасників розстріляли, їхнє майно розграбували, а будівлі спалили. Загарбники наклали на село контрибуцію в сумі 150 тис. лей. Розправа тривала й далі. В. І. Буревського було засуджено у 1921 році на 7 років, П. М. Бобика і 3. Ф. Бобика — на 6 років. Рятуючись від переслідувань, багато селян втекло до Бессарабії, Аргентини та Канади.
Село перейшло під радянську окупацію 28 червня 1940 року. На другий день створено сільську раду.
6 липня 1941 року румунські війська окупували Клішківці. За найменшу провину селян жорстоко карали[джерело?]. Чоловіче населення поголовно було мобілізовано на шляхові роботи.
Загарбники проводили в селі політику примусової румунізації українського населення. Працювала лише початкова школа з викладанням румунською мовою. Розмовляти або звертатися письмово в установи українською мовою заборонялося. Префектура Хотинського повіту видавала патенти на заснування млинів та інших промислових підприємств і майстерень тим селянам, котрі разом з заявою на їх відкриття приносили документи про приналежність до румунської національності або «бажання» належати до неї.

## Населення
Станом на 1 січня 2018 року в селі проживає 6279 чоловік. В об'єднаній територіальній Клішковецькій громаді нараховується 14734 осіб. За чисельністю населення село є найбільшим у Чернівецькій області.
Згідно з переписом УРСР 1989 року чисельність наявного населення села становила 7056 осіб, з яких 3330 чоловіків та 3726 жінок.
За переписом населення України 2001 року в селі мешкало 6514 осіб.

### Мова
Розподіл населення за рідною мовою за даними перепису 2001 року:
| Мова       | Відсоток |
| ---------- | -------- |
| українська | 99,01 %  |
| російська  | 0,61 %   |
| молдовська | 0,21 %   |
| білоруська | 0,03 %   |
| румунська  | 0,03 %   |
| вірменська | 0,02 %   |

## Інфраструктура
Клішківці мають три навчальні заклади: Клішковецька гімназія (5-11 клас), школа імені Леоніда Каденюка (1-11 клас) та НВК (дитячий садок та початкова школа), ще є музична школа. Також у селі є: декілька магазинів та кафе, ринок і торговий центр.

## Відомі люди

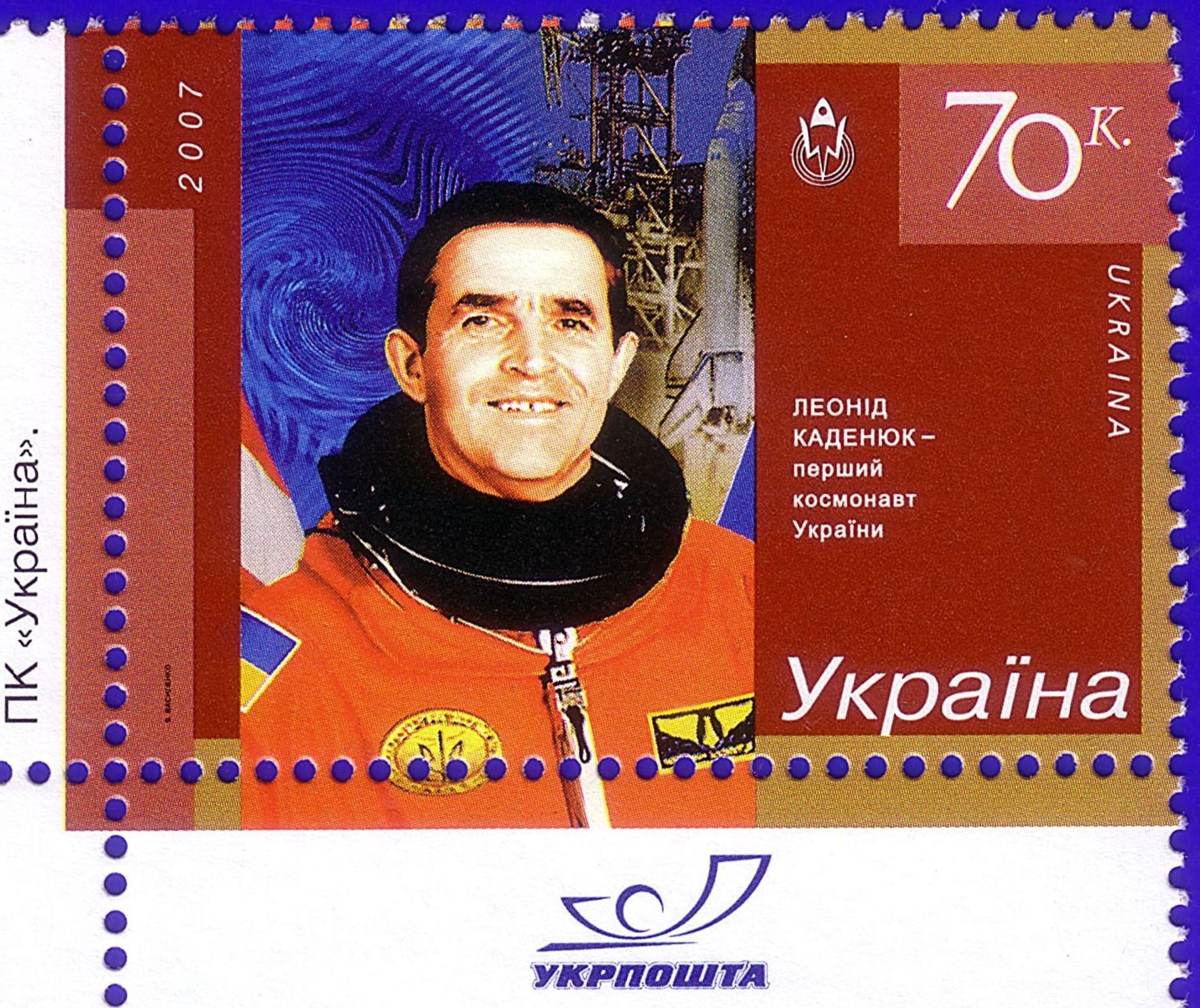
Поштова марка «Л. Каденюк — перший астронавт України»

### Уродженці
- Нагез Василь Антипович — (народився 10 січня 1938року — 9 березня 2006 року) — Заслужений лікар України.
- Бойко Дмитро Ілліч — народився 26 жовтня 1936 — Заслужений лікар України.
- Бурлака Василь Петрович (народився 2 січня 1948 року — 19 травня 2011 року) — заслужений журналіст України, головний редактор газети «Хотинські вісті».
- Дуб Любов Василівна (народилася 29 листопада 1929 року  — 30 квітня 2009) — Майстер художньої вишивки. Заслужений майстер народної творчості України.
- Каденюк Леонід Костянтинович (1951–2018) — перший космонавт незалежної України, Герой України, генерал-майор, почесний доктор Чернівецького національного університету ім. Ю. Федьковича, почесний громадянин села Клішківці.
- Кліщ Йосип Леонтійович (1915—1943) — діяч французького руху опору.
- Чебаник Василь Якович (1933—2025) — каліграф, художник-графік, лауреат Шевченківської премії.
- Фокшук Василь Костянтинович (народився 01.01.1932, с. Клішківці — 2005) — український композитор, диригент, фольклорист, педагог. Заслужений працівник культури УРСР (1970). Видав збірку авторських пісень «Над Дністром голубим» (1994).

### Персоналії
У селі середню школу закінчив Галюк Володимир Семенович — заслужений журналіст України.